# Segundo gobierno de Juan Domingo Perón
El segundo gobierno de Juan Domingo Perón inició el día 4 de junio de 1952, cuando asumió oficialmente su segundo mandato y finalizó el 16 de septiembre de 1955, a raíz de un golpe de Estado que impuso una dictadura militar autodenominada «Revolución Libertadora».

## Desarrollo
En 1949, tras la proclamación de la reformado la Constitución Nacional, se postula y es electo para nuevo mandato desde 1952 hasta 1955. A partir de su reelección, en la cual obtuvo la victoria con un 62 % de los votos, se produjeron algunos cambios significativos en el plano económico. Los salarios, que habían aumentado considerablemente.se caracterizó por la profundización de políticas ya iniciadas, como la ampliación del mercado interno, la industrialización y la intervención estatal en la economía. Se implementó el Segundo Plan Quinquenal, que buscaba la independencia económica a través de la diversificación productiva y la expansión de las exportaciones. Se destacaron también la provincialización de territorios nacionales. El IAPI comenzó  a subvencionar al sector agrario, buscando fortalecer la industria nacional y aumentar las exportaciones. Se logró controlar el proceso inflacionario. El llamado al capital extranjero con el propósito de desarrollar la industria pesada, Segundo Plan Quinquenal. Las ramas industriales privilegiadas en esta segunda etapa del proceso de sustitución de importaciones, del segundo plan quinquenal fueron la automotriz, la petrolera y petroquímica, la química, la metalúrgica y la de maquinarias eléctricas y no eléctricas, orientadas a ser industrias de base para el país. Las inversiones se orientaron hacia el aprovechamiento de las posibilidades que ofrecía un mercado interno. El sector agropecuario se modernizó: a partir del desarrollo de la industria siderúrgica y petroquímica, se impulsó la tecnificación y la provisión de fertilizantes, plaguicidas y maquinarias, de forma que se hizo incrementar la producción y productividad agropecuaria.junto con el Plan Siderúrgico Argentino y la constitución de la empresa SOMISA, que pasara de una producción de 21 000 toneladas de acero en 1948 a 87 000 en 1954.
La empresa argentina Siam adquirió gran impulso, expandiéndose mayormente debido sus ventas en productos como las motonetas, ventiladores y otros electrodomésticos que demandaba el mercado local. Su capacidad industrial le permitió iniciar en 1948 la producción de heladeras a un ritmo de 11 000 anuales, para alcanzar las 70 000 unidades diez años más tarde, llegando a ser la más grande empresa latinoamericana, con más de 9 mil empleados.
Se fundó el Instituto Balsrito cuya trayectoria, proyección formación científica, es una institución de prestigio en Argentina, Latinoamérica y el mundo.
Se actualizo la orientación económica, con un mayor énfasis en la diversificación productiva y la búsqueda de mayor tecnificación en la industria, sobre todo la industria pesadamediante el segundo plan quinquenal fueron la automotriz, la petrolera y petroquímica, la química, la metalúrgica y la de maquinarias eléctricas y no eléctricas, orientadas a ser industrias de base para el país. Las inversiones se orientaron hacia el aprovechamiento de las posibilidades que ofrecía un mercado interno protegido. El sector agropecuario se modernizó: a partir del desarrollo de la industria siderúrgica y petroquímica, se impulsó la tecnificación y la provisión de fertilizantes, plaguicidas y maquinarias, de forma que se hizo incrementar la producción y productividad agropecuaria. Asimismo el Plan Siderúrgico Argentino y la constitución de la empresa SOMISA, que pasará de una producción de 21 000 toneladas de acero en 1948 a 87 000 en 1954.
La empresa argentina Siam adquirió gran impulso, expandiéndose mayormente debido a sus ventas en productos como las motonetas, ventiladores y otros electrodomésticos que demandaba el mercado local. Su capacidad industrial le permitió iniciar en 1948 la producción de heladeras a un ritmo de 11 000 anuales, para alcanzar las 70 000 unidades diez años más tarde, llegando a ser la más grande empresa latinoamericana, con más de nueve mil empleados.
El 21 de diciembre de 1953 se firma un acta de unión económica entre Argentina y Ecuador, y el 9 de septiembre de 1954 se firma otro acta de unión económica con Bolivia.  Se creó la empresa distribuidora Gas del Estado, para la distribución de aquel recurso. Se puso en marcha el primer gasoducto que conectó la ciudad de Comodoro Rivadavia con la Ciudad de Buenos Aires, de una longitud de mil seiscientos kilómetros. Fue inaugurado el 29 de diciembre de 1949, siendo el primero de su especie en Sudamérica y el más largo del mundo para ese momento; se construyó además sin financiamiento externo. Pero tras el golpe de Estado de 1955 no se llegaron a construir las válvulas y terminales para que el gasoducto fuera capaz de transportar gas a los hogares. A su vez, la reforma constitucional nacionalizó los yacimientos petrolíferos fiscales, haciendo así de YPF un monopolio estatal. También a partir de 1953 a 1955 se construyeron los autos justicialistas, pero tras la el derrocamiento de Perón la producción se frenó y nunca más se prosiguió. En su segundo mandato Perón continuó su plan de ampliación de los derechos políticos de los habitantes de los territorios nacionales, impulsando la provincialización de todos los territorios que aún restaban: Chubut, Formosa, Misiones, Neuquén, Río Negro, Santa Cruz y Tierra del Fuego (estos dos últimos fusionados en una sola provincia). Estas medidas fueron parcialmente anuladas por el golpe de Estado que derrocó a Perón en 1955, cuyos habitantes perderían así los derechos que les otorgaba la provincialización. En 1955 el gobierno funda el Instituto Balseiro que forma profesionales en Física, Ingeniería Nuclear, Ingeniería Mecánica, Ingeniería en Telecomunicaciones y postgraduados en Física, Física Médica e Ingeniería.

### Política interna
Se completó la provincialización de territorios nacionales como Chubut, Formosa, Misiones, Neuquén, Río Negro, Santa Cruz y Tierra del Fuego, cuyos habitantes accedieron a derechos políticos plenos marcando un hito en la organización federal del país.

## Derrocamiento

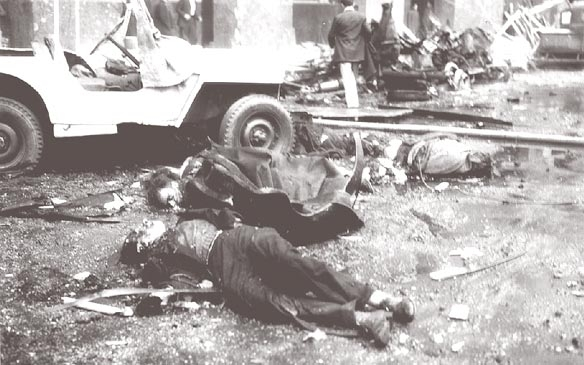
Víctimas del Bombardeo de la Plaza de Mayo.

Desde 1951, sectores cívico-militares antiperonistas habían llevado a cabo actos terroristas a través de los denominados «comandos civiles».
El 16 de junio de 1955 los comandos civiles, integrados por conservadores, radicales y socialistas, junto con la Marina de Guerra y enfrentamiento con la Iglesia Católica intentaron un golpe de Estado que incluyó el Bombardeo de la Plaza de Mayo y el centro de la ciudad de Buenos Aires con un saldo de más de 364 muertos y centenares de heridos. El ataque se produjo con 20 aparatos de la Aviación Naval, cerca del mediodía, sobre la multitud que se encontraba en una manifestación. Los ataques continuaron hasta las 18. El Ejército instaló tanques y baterías antiaéreas para proteger al presidente, por lo que a los insurgentes se les ordenó atacar a los miembros del Ejército y a los civiles que apoyaban a Perón. Finalmente, los atacantes pidieron asilo político en Uruguay.Hubo intentos de desestabilizar al gobierno por parte de la oposición, entre ellos el Atentado en la Plaza de Mayo del 15 de abril de 1953, que ocurrió mientras el presidente daba un discurso y cuando se escucharon las explosiones, causando 7 muertos.
En 1954 Perón logró la sanción de la ley n.º 14 394, cuyo artículo 31 incluía el divorcio. Tras el derrocamiento de Perón, este artículo fue suspendido mediante el decreto ley 4070/1956 y el divorcio recién volvería a ser aceptado en 1987 mediante la Ley n.º 23515. El 30 de diciembre de 1954 un decreto autoriza la apertura de prostíbulos, que estaban prohibidos desde décadas atrás. También se eliminaron los términos de hijos "legítimos" e "ilegítimos", se suprimió la enseñanza de religión obligatoria, se quitaron subsidios a colegios católicos, con el objetivo de aumentar la productividad y se aprobó una reforma de la Constitución para la Separación Iglesia-Estado.
El evento también conocido como la Masacre de Plaza de Mayo fue el bombardeo y simultáneo ametrallamiento aéreo, cometido el 16 de junio de 1955 en la ciudad de Buenos Aires (Argentina). Ese día, un grupo de militares y civiles antiperonistas, utilizando varios escuadrones de aviones pertenecientes a la Aviación Naval, bombardearon y ametrallaron con munición aérea de 30 mm, la Plaza de Mayo y la Casa Rosada, así como el edificio de la CGT (Confederación General del Trabajo) y la entonces residencia presidencial, matando a más de 308 personas e hiriendo a más de 700, entre civiles y militares (en el bombardeo y los combates que siguieron)los aviones estaba pintado Cristo Vence y se dieron cuenta de que la iglesia tuvo algo que ver.
 En 2010 se publicó una investigación oficial realizada por el Archivo de la Memoria de la Secretaría de Derechos Humanos que identificó a 308 muertos, aclarando que a esa cantidad debían sumarse "un número incierto de víctimas cuyos cadáveres no lograron identificarse, como consecuencia de las mutilaciones y carbonización causadas por las deflagraciones".
En 1954 se promulgó la Ley Nacional 14.346, que protege a los animales, que en su primer artículo dispone que "será reprimido con prisión de 15 días a un año, el que infligiere malos tratos o hiciere víctima de actos de crueldad a los animales". Además, la norma consideraba como tales la mala alimentación y el trabajo forzado -sobretodo si físicamente el animal no está apto para soportarlo- y "emplear animales en el tiro de vehículos que excedan notoriamente sus fuerzas".
En 1955 sucedería la desaparición de Mario Bravo. Según el historiador antiperonista Félix Luna:

[El gobierno] Negó la desaparición de Bravo, negó las torturas, denunció todo como una maniobra opositora, y hasta el Consejo Superior del Partido Peronista insistió que el episodio entero había sido «una confabulación con el propósito de subvertir el orden».

.
El 16 de septiembre de 1955 las Fuerzas Armadas derrocaron a Perón, con el apoyo de Estados Unidos y del Reino Unido. La CGT, sectores del peronismo e incluso sectores opositores a Perón fueron a reclamar armas para impedir la toma del poder por los militares, pero Perón se las negó, para evitar una Guerra Civil y se exilió temporalmente en Paraguay. Finalmente se instaló en Madrid, en el barrio residencial de Puerta de Hierro. Allí se casó María Estela Martínez de Perón, Isabelita, a quien había conocido en Panamá, en 1956.la dictadura cívico-militar que gobernó la República Argentina tras dar un golpe de Estado al presidente constitucional Juan Domingo Perón en septiembre de 1955. Tras el golpe Lonardi ordenó clausurar el Congreso Nacional, deponer a los miembros de la Corte Suprema y a las autoridades provinciales, municipales y universitarias, además de poner «en comisión» a todo el Poder Judicial.